# Sean Combs
 Der er for få eller ingen kildehenvisninger i denne artikel, hvilket er et problem. Du kan hjælpe ved at angive troværdige kilder til de påstande, som fremføres i artiklen.

Sean John Combs (født 4. november 1969 i Harlem,New York i USA) er en amerikansk rapper, der også er kendt under sine kunstnernavne Puff Daddy, P. Diddy eller hans nuværende navn Diddy. Sean John Combs voksede op i Mount Vernon, New York.

## Diskografi
- No Way Out (Puff Daddy & The Bad Boy Family) (1997)
- Forever (Som Puff Daddy) (1999)
- The Saga Continues... (P. Diddy & The Bad Boy Family) (2001)
- We Invented The Remix Vol. 1 (Som P. Diddy) (2002)
- Press Play (Som P. Diddy) (2006)
- Press Play Remix Album (Som P. Diddy) (2007)
- We Invented The Remix Vol. 2 (Som P. Diddy) (2008)
- The Love Album: Off the Grid (2023)